# 长腹蚁蛛
长腹蚁蛛（学名：[Myrmarachne elongata] 错误：{{Lang}}：文本有斜体标记（帮助））为跳蛛科蚁蛛属的动物。分布于越南以及中国大陆的广西等地。其种加词“elongata”意为“长的”。